# 160-хвилинний сонячний цикл
160-хвилинний сонячний цикл — застаріла, нині відкинута модель про коливання параметрів поверхні Сонця з періодом 160 хвилин. Такі коливання спостерігали в низці ранніх геліосейсмологічних даних. Втім сучасні спостереження Сонця не підтверджена наявність 160-хвилинного циклу. Історичний сигнал більшість науковців вважають наслідком змін поглинання світла в атмосфері внаслідок обертання Землі.

## Історія
Зародження геліосейсмології відбулося в 1976 році з публікаціями статей Брукса, Айзека й ван дер Рая та Сєверного, Котова й Цапа, в яких повідомлялося про спостереження 160-хвилинного коливання атмосфери Сонця з амплітудою приблизно 2 м/с.
Швидко стало зрозуміло, що ця частота занадто точно відповідає одній дев'ятій доби, і тому справжність цього сигналу від початку була під певним сумнівом. Якщо в часовому ряді присутнє несинусоїдальне коливання, то потужність буде видно на періодограмі не тільки на частоті коливання, але й на кратних їй гармоніках. Повторний аналіз даних, отриманих за період 1974—1976 років Бруксом та ін. показав, що докази стабільного, 160-хвилинного коливання з постійною амплітудою й когерентною фазою були далеко не переконливими. Хоча сигнал можна було виявити, амплітуда здавалася змінною та була нижчою, ніж повідомлялося спочатку.
Підтвердження 160-хвилинного сигналу отримали шляхом аналізу даних груп у Криму та Стенфорді протягом тривалого періоду часу. Було виявлено, що фаза поступово дрейфувала, що свідчило про те, що частота, використана в аналізі, дещо відрізнялася від частоти в даних. Період 160,01 хвилини забезпечував краще узгодження з даними. Також з'явилися докази того, що кілька наборів спостережень були когерентні за фазою. Ці факти посилювали враження, що сигнал міг мати небесне, а не земне походження.
У 1989 році, коли стали доступні високоякісні багаторічні набори даних з одного місця, Елсворт та ін. показали, що період 160-хвилинного сигналу становив рівно 160,00 хвилин, а амплітуда залежала як від тривалості, так і від якості даних, отриманих протягом сезону, причому сигнал був більш помітним у часи, коли атмосферні умови були гіршими. Група змогла продемонструвати, що сигнал можна промоделювати дещо викривленою добовою синусоїдою, спричиненою атмосферним поглинанням.
Хоча твердження про наявність 160-хвилинного циклу Сонця все ще висувалися Котовим та ін. у 1990 та 1991 роках, основна частина наукової спільноти відкинула цю ідею.

## Сучасні спостереження
Зараз існують дві мережі спостереження за Сонцем, — BiSON та GONG, — які складаються з глобальної мережі станцій, а також космічних приладів, таких як прилад GOLF на борту космічного апарату SOHO. Вони здатні майже безперервно спостерігати за Сонцем і таким чином значною мірою усувають вплив добових сигналів. Дані з цих приладів не виявляють коливань, які можна було б пов'язати зі 160-хвилинним циклом.